# Потоцкий, Артур
Граф Артур Владислав Потоцкий (14 июня 1850, Кшешовице, Королевство Галиции и Лодомерии — 26 марта 1890, Кшешовице, Цислейтания) — польский аристократ и консервативный политик Галиции.

## Биография
Представитель польского магнатского рода Потоцких герба «Пилява». Старший сын графа Адама Юзефа Матеуша Потоцкого (1822—1872) и графини Катарины Браницкой (1825—1907). Младший брат — граф Анджей Казимир Потоцкий (1861—1908).
Был крещен в Кшешовице и получил имена — Артур Владислав Юзеф Мария Потоцкий.
Владел многочисленными имениями: Кшешовице, Сташув, Менджехув, Белая Церковь.
Получил звание австрийского камергера и пожизненного члена верхней палаты австрийского парламента — «Палаты Господ» (1882—1890).
Как экономический деятель, был членом многочисленных общественных организаций. Был председателем Главной Страховой Компании, Сельскохозяйственного Общества и Совета Директоров Общества Взаимного Страхования. Основал Банк Кооперации в Кшешовице.
Причиной его смерти было рак горла. Он был похоронен 29 марта 1890 года в родовом склепе Потоцких в Кшешовице.

## Семья и дети
7 июля 1877 года в Кракове женился на графине Анне Розе Любомирской (13 апреля 1860 — 12 мая 1881), дочери графа Евгения Адольфа Любомирского (1825—1911) и графини Розы Замойской (1836—1915). Их дети:
- Роза (6 мая 1878, Кшешовице — 26 мая 1931, Сихув), муж с 1897 года князь Мацей Николай Радзивилл (1873—1920)
- София Мария Роза Катарина (21 апреля 1879, Кшешовице — 16 ноября 1933, Дзикув), муж с 1897 года граф Здислав Ян Тарновский (1862—1937)
- Анна (12 мая — 15 мая 1881, Кшешовице).